# 喬治敦 (緬因州)
喬治敦（英語：Georgetown）是一個位於美國緬因州薩加達霍克縣的鎮。

## 人口
根據2020年美國人口普查的數據，喬治敦的面積為167.21平方千米，當中陸地面積為48.12平方千米，而水域面積為19.09平方千米。當地共有人口1058人，而人口密度為每平方千米6人。